# Анаконда
Анако́нда (від дав.-гр. ευνήκτης, латиніз. Eunectes, дос. «добрий плавець») — рід південноамериканських змій, що належить до родини удавових (Boidae). Налічує 4 сучасні види, що живуть у тропічних районах Південної Америки та на півдні острова Тринідад по берегах річок, озер і боліт. Неотруйні водні змії. Харчуються різними хребетними, можуть нападати на домашніх тварин; для людини зазвичай цілком безпечні.

## Класифікація
Рід анаконд налічує 4 види:
- Анаконда зелена (Eunectes murinus) — найбільша з усіх змій, досягає в довжину до 5,5 метрів. Зверху вона чорнувато-зеленого кольору з двома рядами бурих спинних плям; знизу — матового світло-жовтого кольору з чорними плямами, з боків — жовті плями з темною каймою. Ця змія живе в тропіках Південної Америки, у великих річках і болотах (а також по їх берегах).
- Анаконда жовта (Eunectes notaeus) — довжина дорослих особин не перевищує 3 м. Полює у воді на різних ссавців, водоплавних птахів, молодих кайманів. На берег виповзає рідко та недалеко від води. Самка жовтої анаконди народжує 6-30 дитинчат, пологи відбуваються у воді або на суші. Зустрічаються в Болівії, Парагваї, Уругваї, на заході Бразилії та Аргентини. Місце життя: закриті слабопроточні водойми.
- Анаконда чорнопляма (Eunectes deschauenseei) — зустрічається на північному заході Бразилії.
- Анаконда болівійська (Eunectes beniensis) — знайдена у Болівії, відкрита в 2002 Лутцом Дірксеном (Lutz Dirksen) та перебуває наразі в процесі вивчення.